# Publio Varinio
Publio Varinio (en latín, Publius Varinius) fue un político y militar romano del siglo I a. C. que perteneció a la gens Varinia.

## Biografía
Pretor en 73 a. C., fue un comandante militar sin éxito durante la tercera guerra servil. Fue el primer general romano enviado contra Espartaco. Fue especialmente desafortunado tanto en los movimientos propios como en los de sus lugartenientes, siendo derrotado repetidamente por Espartaco; hasta su caballo y sus lictores fueron capturados por el jefe de los esclavos.
En parte, su fracaso fue debido al hecho de que las fuerzas de las que dispuso fueron muy pequeñas y reclutadas a toda prisa, y aún disminuyeron más cuando llegó el otoño y muchos de los reclutados abandonaron el ejército.

### Citas
1. ↑  Plutarco, Craso, 9:4-5; Tito Livio, Periochae , 95 Archivado el 29 de junio de 2011 en Wayback Machine.; Apiano, Guerras Civiles, 1:116; Salustio, Historias, 3:64-67.
2. ↑  Apiano, Guerras civiles, 1:116-117; Plutarco, Craso 9:6; Salustio, Historias, 3:64-67.